# Melanitis angulata
Melanitis angulata är en fjärilsart som beskrevs av James John Joicey och Alfred Noakes 1915. Melanitis angulata ingår i släktet Melanitis och familjen praktfjärilar. Inga underarter finns listade i Catalogue of Life.